# Liang Wenbo
Liang Wenbo (født 5. marts 1987) er en professionel snookerspiller fra Kina. Han er per december 2017 rangeret som Kinas næstbedste spiller efter den tidligere verdensetter Ding Junhui. Liang blev professionel i 2005 efter at have vundet verdensmesterskabet for U21 med en finalesejr over landsmanden Tian Pengfei. Efter en årrække med blandede resultater, kom hans endelige gennembrud i 2015, hvor han nåede semifinalen i German Masters og finalen i UK Championship. I sæsonen 2016/17 vandt Liang sin første større turnering, da han i finalen af English Open slog Judd Trump med 9-6. Han sluttede sæsonen som nr. 11 på verdensranglisten.